# Henric Falkman (1774–1839)
Henric Falkman, född 11 november 1774 i Malmö, död där 28 januari 1839, var en svensk handelsman och skeppsredare. Han var far till Ludvig B. Falkman och August Falkman.
Henric Falkman var son till borgmästaren i Malmö Henric Falkman. Han blev student vid Lunds universitet 1789 och arbetade efter studierna som kontorist på grosshandlaren Johan Schartaus kontor i Köpenhamn 1791-1795, vid firman Möller, Saphord & C:o i Sète 1795-1796 och var därefter från 1796 kontorist vid faderns kontor i Malmö. Han valde därefter att slå in på militärbanan och blev volontär vid Wendes artilleriregemente 1799 och senare samma år stabskornett vid Husarregementet i Malmö. 1802 tog Falkman avsked ur krigstjänsten och fick 1803 burskap som handlande i Malmö. Han var förman för Malmö stads äldste 1808-1811 och 1814-1817 och var en av de tre direktörerna i Malmö diskont 1814-1817. I samband med Malmö diskonts fall 1817 avsattes han från ämbetet och dömdes 1819 till fängelse, trots att hans personliga ansvar för de misslyckade affärerna var begränsat. Han fick ett kortare straff än sin meddirektörer. Efter frisläppandes 1822 blev han arrendator av Arlövgården. År 1825 flyttade han till Vittskövle och därifrån 1831 till Vanstatorp och därifrån åter till Malmö 1834. Falkman är begravd på Gamla kyrkogården i Malmö.